# Adolf-Bolliger-Weiher
Der Adolf-Bolliger-Weiher, auch nur Bolligerweiher, ist ein Weiher südlich von Oetwil am See im Schweizer Kanton Zürich, der 1975 angelegt wurde.
Der Name des Weihers geht auf den Naturfreund und Storchenliebhaber Adolf Bolliger zurück, der diesen zusammen mit freiwilligen Helfern erstellt hat. Das Biotop ist Lebensraum von seltenen Pflanzen und vieler Tiere, besonders Vögeln, Amphibien und Libellen. Der See wird vom Natur- und Vogelschutzverein Männedorf-Uetikon-Oetwil am See betreut. Nordöstlich des Weihers befindet sich ein Picknickplatz.
Der Weiher kann mit dem Bus Stäfa–Oetwil am See erreicht werden. Er befindet sich in einem Waldgebiet an der Brunisbergstrasse, die ungefähr in der Mitte zwischen den Haltestellen Mühlehölzli und Langholz in Oetwil am See liegt.